# 30 септември
30 септември е 273-тият ден в годината според григорианския календар (274-ти през високосна). Остават 92 дни до края на годината.

## Събития
- 1399 г. – Хенри IV е обявен за крал на Англия.
- 1452 г. – В Майнц излиза първата печатана книга – Библията на Гутенберг.
- 1520 г. – Султан Сюлейман I известен още като Сюлейман Великолепни или Сюлейман Законодател наследява Селим I на трона.
- 1791 г. – Във Виена се състои премиерата на Вълшебната флейта – последната опера, композирана от Моцарт.
- 1858 г. – Софийското земетресение нанася значителни щети в София.
- 1869 г. – Основано е „Българско книжовно дружество“ в Браила, което през 1911 г. е обявено за Българска академия на науките. (стар стил)
- 1879 г. – Провеждат се първите парламентарни избори в България.
- 1884 г. – Подписана е митническа спогодба между Княжество България и Източна Румелия.
- 1888 г. – Джак Изкормвача убива третата и четвъртата си жертви.
- 1895 г. – Мадагаскар става протекторат на Франция.
- 1898 г. – Приет е устав, с който град Ню Йорк става разширен метрополис, състоящ се от пет административни единици.
- 1923 г. – Потушено е Септемврийското въстание.
- 1929 г. – Британската секция на BBC за първи път излъчва телевизионно предаване.
- 1929 г. – Близо до Франкфурт на Майн в Германия е осъществен първият полет на самолет с реактивен двигател „Опел-Хатри Рак-1“.
- 1935 г. – Официално е открит ВЕЦ Хувър Дам, разположен на границата между американските щати Аризона и Невада.
- 1944 г. – 62 правителство на България единодушно приема Наредба-закон за съдене от народен съд виновниците за въвличане на България в световната война срещу съюзените народи и за злодеянията, свързани с нея; на 3 октомври регентите я одобряват и на 6 октомври 1944 тя е обнародвана.
- 1944 г. – Създадена е Агенция Франс Прес.
- 1960 г. – Народна република България признава независимостта на Нигерия.
- 1965 г. – Гражданските протести в Индонезия прерастват в неуспешен опит за държавен преврат от Индонезийската комунистическа партия; повече от милион хора загиват.
- 1966 г. – Британската колония Бечуаналенд получава независимост под името Република Ботсвана.
- 1967 г. – За първи път в космоса е извършено автоматично скачване на космически апарати – съветските Космос-186 и Космос-188.
- 1967 г. – Започва излъчването на BBC Radio 1 в Обединеното кралство; другите национални радиостанции също получават номер в името си.
- 1975 г. – Американският хеликоптер AH-64 Apache, който днес е основен боен хеликоптер в много страни, прави първия си полет.
- 1980 г. – Xerox, Intel и Digital Equipment Corporation публикуват първите спецификации на Етернет.
- 1982 г. – В Израел е въведена новата национална валута – шекел.
- 1989 г. – Прекратена е конфедерацията Сенегамбия между Сенегал и Гамбия, създадена през 1982 г.
- 1993 г. – Земетресение с магнитуд 6,3 по скалата на Рихтер разтърсва Латур и Османабад в Югозападна Индия – загиват близо 22 000 души, а 36 села са разрушени.
- 1997 г. – Католическата църква във Франция публично се извинява пред евреите за това, че не е протестирала срещу нацистките престъпления по време на Втората световна война.
- 1998 г. – В София започва Православен събор с участие на главите на седем патриарси, с който се прекратява разкола в Българската православна църква.
- 2000 г. – В периода 30 септември – 1 октомври в София се провежда четвъртото заседание на Международния обществен съд за престъпленията на НАТО в Югославия.
- 2004 г. – За първи път са направени снимки на жив гигантски калмар в неговата естествена среда на 600 мили край Токио.
- 2005 г. – Карикатурен скандал (2005 – 2006): В датският вестник Jyllands-Posten са публикувани скандални карикатури на пророка Мохамед. Това става причина за междукултурен конфликт между мюсюлманите от арабския свят и привържениците на съвременната западна културна традиция по повод на свободата на словото, възникнал в края на 2005, продължил в началото на 2006 и обхванал практически всички страни на Европа и мюсюлманския Изток.
- 2016 г. – Ураганът Матю става ураган от категория 5, което го прави най-силният ураган, образувал се в Карибско море от 2007 г. насам.
- 2016 г. – Две картини на обща стойност 100 милиона долара са възстановени, след като са откраднати от музея на Ван Гог през 2002 г.

## Родени
- 1207 г. – Джалал ал-Дин Мохамед Руми, ирански поет († 1273 г.)
- 1732 г. – Жак Некер, френски политик († 1804 г.)
- 1811 г. – Августа Сакс-Ваймарска, кралица на Прусия († 1890 г.)
- 1837 г. – Алексей Жеребков, руски офицер († 1922 г.)
- 1857 г. – Херман Зудерман, немски писател († 1928 г.)
- 1865 г. – Лусиен Леви-Дурмер, френски художник († 1953 г.)
- 1867 г. – Константин Жостов, български военен деец († 1916 г.)
- 1870 г. – Жан Батист Перен, френски физик, Нобелов лауреат през 1926 г. († 1942 г.)
- 1882 г. – Ханс Гайгер, германски атомен физик († 1945 г.)
- 1895 г. – Александър Василевски, съветски държавник († 1977 г.)
- 1904 г. – Енчо Тагаров, български актьор († 1967 г.)
- 1905 г. – Невил Франсис Мот, британски физик Нобелов лауреат през 1977 г.(† 1996 г.)
- 1924 г. – Труман Капоти, американски писател († 1984 г.)
- 1928 г. – Ели Визел, румънски писател, Нобелов лауреат († 2016 г.)
- 1931 г. – Милко Бобоцов, български шахматист († 2000 г.)
- 1932 г. – Златозара Гочева, български археолог и историк († 2013 г.)
- 1934 г. – Удо Юргенс, австрийски певец, композитор и пианист († 2014 г.)
- 1935 г. – Никола Инджов, български поет, публицист и преводач († 2020 г.)
- 1937 г. – Юрек Бекер, немски писател († 1997 г.)
- 1942 г. – Николай Конакчиев, български журналист
- 1943 г. – Георги Дюлгеров, български режисьор
- 1943 г. – Григор Копров, македонски композитор
- 1945 г. – Ехуд Олмерт, министър-председател на Израел
- 1945 г. – Северина Тенева, българска актриса († 1983 г.)
- 1950 г. – Лаура Ескивел, мексиканска писателка
- 1954 г. – Владимир Андреев, български актьор
- 1961 г. – Красимир Гергов, български бизнесмен
- 1962 г. – Франк Рейкард, нидерландски футболист и треньор по футбол
- 1964 г. – Антони Делон, френски актьор
- 1964 г. – Моника Белучи, италианска актриса
- 1975 г. – Марион Котияр, френска актриса
- 1975 г. – Явор Караиванов, български актьор
- 1980 г. – Мартина Хингис, швейцарска тенисистка
- 1981 г. – Райна, българска певица
- 1982 г. – Кийран Кълкин, американски актьор
- 1986 г. – Ники Станчев, български актьор

## Починали
- 1246 г. – Ярослав II (Владимирско-Суздалско княжество) (* 1191 г.)
- 1875 г. – Емануил Васкидович, български просветен деец (* 1795 г.)
- 1891 г. – Жорж Буланже, френски генерал (* 1837 г.)
- 1913 г. – Рудолф Дизел, немски изобретател (* 1858 г.)
- 1923 г. – Андрей Иванов, български свещеник и революционер (* 1879 г.)
- 1945 г. – Добри Немиров, български писател (* 1882 г.)
- 1955 г. – Джеймс Дийн, американски актьор (* 1931 г.)
- 1960 г. – Стефан Баламезов, български правист (* 1883 г.)
- 1968 г. – Александър Божинов, български художник (* 1878 г.)
- 1969 г. – Никола Атанасов, български композитор (* 1886 г.)
- 1973 г. – Михаил Венедиков, български геодезист (* 1905 г.)
- 1983 г. – Григор Угаров, български писател (* 1911 г.)
- 1985 г. – Симон Синьоре, френска актриса (* 1921 г.)
- 1985 г. – Чарлз Рихтер, американски сеизмолог (* 1900 г.)
- 1985 г. – Роберт Щилмарк, руски писател (* 1909 г.)
- 1985 г. – Чарлз Франсис Рихтер, американски сеизмолог (* 1900 г.)
- 1987 г. – Алфред Бестър, американски писател (* 1913 г.)
- 1990 г. – Патрик Уайт, австралийски писател, Нобелов лауреат (* 1912 г.)
- 1996 г. – Саздо Иванов, български учен (* 1899 г.)
- 1999 г. – Дмитрий Лихачов, руски литературен историк (* 1906 г.)
- 2001 г. – Джон Лили, американски психоаналитик и писател, изследовател на съзнанието (* 1915 г.)
- 2008 г. – Криста Райниг, немска писателка (* 1926 г.)
- 2013 г. – Рангел Вълчанов, български режисьор (* 1928 г.)

## Празници
- Международен ден на глухите (за 2012 г.) – Отбелязва се през последния неделен ден на септември по повод създаването през 1951 г. на Световната федерация на глухите
- Световен ден на сърцето (за 2012 г.) – Чества се от 1999 г. през последната неделя от септември по инициатива на Световната федерация на сърцето, подкрепена от Световната здравна организация, ЮНЕСКО и други международни организации
- Международен ден на преводача – Отбелязва се от 1991 г. по решение на Съвета на Международната федерация на преводачите (ФИТ).
- Ботсвана – Ден на независимостта (от Великобритания, 1966 г., национален празник)
- Сао Томе и Принсипи – Ден на аграрната реформа
- Канада- Ден на оранжевата риза.